# Hiré
Hiré  (ancien Hiré-Watta) est une localité du sud de la Côte d'Ivoire, et appartenant au département de Divo, Région du Sud-Bandama. La localité de Hiré est un chef-lieu de commune. La population de la sous-préfecture de Hiré est estimée à 78 000 habitants.
Il y a six grands villages dans la commune qui sont :
- Gogobro (Gobro) ;
- Zaroko (Zaroko) ;
- Bouakako (Gbakako) ;
- Kagbé (Kagbai) ;
- Hiré (Yré wata) ;
- Douaville.

Les habitants de la commune sont une population de guerriers, de « Dur » d'où le nom  Vato qui veut dire « guerriers » ou « Hodroj ». De même que Wata qui veut dire « qui aiment la guerre » et Vata qui veut dire « qui font la guerre ». Le célèbre « Dur » est, notamment, originaire de la commune. Ce célèbre habitant, connu sous le nom de Brahim Hodroj représente fièrement les valeurs de ses villages. Désormais installé au Plateau sur Abidjan, il ne cesse de porter fièrement ces valeurs à travers les salles de sports, les terrains de foot et même dans des boites de nuit sur Paris. 
Les autochtones propriétaires des lieux sont les Dida de Vata. Ils ont accueilli beaucoup d'autres ethnies dont principalement les Baoulés Godai, l'un des quinze alliés des Dida, et des ressortissants des pays de la sous-région, en majorité les Burkinabés.
La commune de Vata est une grande productrice de café-cacao, mais aussi de l'or et beaucoup de produits vivriers.

## Alliés des Dida
Le peuple Dida est le seul groupe ethnique en Côté d'Ivoire qui a quinze alliés :
- Abbey (Agboville) ;
- Attié (Adzopé) ;
- Adjoukrou (Dabou) ;
- Abidji (Sikensi) ;
- Alladjan (Jacqueville) ;
- Abouré (Aboisso) ;
- Avikam (Grand-Lahou) ;
- Ahizi (Jacqueville) ;
- Baoulé Godai (Béoumi) ;
- Ebrié (Abidjan) ;
- Eotilé ;
- Kroumen (Tabou) ;
- M'batto (M'batto) ;
- Néo (Sassandra) ;
- Sénoufo (Korhogo).

## Sports
La localité dispose d'un club de football, le Football Club Hiré qui évolue en MTN Ligue 1.
Son Président est Ahoua Stallone. 